# حزب الديمقراطية والتقدم (بوركينا فاسو)
حزب الديمقراطية والتقدم (بالفرنسية: Parti pour la Démocratie et le Progrès)‏ كان حزبًا سياسيًا في بوركينا فاسو (فولتا العليا سابقًا).
تأسس في أبريل 1994 بعد انقسام في المؤتمر الوطني للوطنيين التقدميين - الحزب الاشتراكي الديمقراطي في مايو 1993.
واندمج في فبراير 1996 مع اتحاد اليسار الديمقراطي وحزب التقدم الاجتماعي.
بعد الاندماج مع الحزب الاشتراكي البوركينابي، أصبح حزب الديمقراطية والتقدم / الحزب الاشتراكي.
وفي الانتخابات التشريعية عام 1997، حصل الحزب على 10.1٪ من الأصوات الشعبية و6 مقاعد من أصل 111.